# Alfredo Alvar Ezquerra
Alfredo Alvar Ezquerra (Granada, 1960) es un historiador español, especializado en la historia moderna de España. 

## Biografía
En la actualidad es profesor de investigación del Consejo Superior de Investigaciones Científicas (CSIC), en su Instituto de Historia en Madrid. Asimismo es académico correspondiente de la Real Academia de la Historia y de la de Bellas Artes de San Telmo (Málaga). Ha sido condecorado con la Encomienda de Isabel la Católica (2015) y, entre otras distinciones, recibió el Premio Villa de Madrid "Ortega y Gasset de Ensayo y Humanidades". Fue profesor asociado de la Universidad Complutense de Madrid. Fue miembro de la junta directiva de la Real Sociedad Económica Matritense de Amigos del País, durante más de dos décadas, en las que dirigió los cursos de Historia y Divulgación Científica de la institución y dirigió la revista Torre de los Lujanes. Igualmente, presidió durante un mandato el Instituto de Estudios Madrileños, y es actualmente presidente del Casino de Madrid.
La mayor parte de su investigación se concentra en la Edad Moderna en España. En sus primeros años se dedicó al reinado de Felipe II y al establecimientos de la Corte en Madrid y sus consecuencias 1561-1606. Posteriormente se interesó por el arbitrismo, la historiografía y estudios biográficos de personajes de los siglos XVI y XVII.
Entre sus influencias está la "teoría de la estructuración" de Anthony Giddens y el enfoque sociológico y económico de la Escuela de Annales y Fernand Braudel. Se ha preocupado especialmente por las innovaciones metodológicas, por lo que ha realizado estancias de investigación en universidades de EE. UU. (Albany, 1992), o Canadá (McGill, 2009), por ejemplo amén de haber investigado en los archivos más importantes de Austria, Italia, Flandes, Francia, Reino Unido, Suiza, etc.
Director de un Grupo de Investigación en el CSIC, “Humanismo y Siglo de Oro: una historia social”. Vocal del Patronato y miembro de la Comisión permanente del Archivo General de Simancas, (desde noviembre de 2015). Investigador Principal de proyectos de I+D+i del Plan Nacional de I+D+i del Reino de España. Gran divulgador de la Historia de los Siglos de Oro, ha participado en “Isabel” y, especialmente, en los 18 capítulos de “El mundo de Carlos” de RTVE (2016-2017). Es el coordinador científico de varios proyectos del Google Cultural Institute sobre Cervantes.
Comisario de la exposición “Este que veis aquí… Cervantes en Simancas y en los Archivos Estatales” (octubre de 2016-abril de 2017).

## Obras
- El Duque de Lerma. Corrupción y desmoralización en la España del siglo XVII. La Esfera de los Libros, Madrid, 2010. 660 pp.
- La Emperatriz. Isabel y Carlos V: amor y gobierno en la Corte española del Renacimiento. La Esfera de los Libros, Madrid, 2012, 478 pp.
- Madrid, corazón de un Imperio: 1561 y 1601-1606. Ediciones La Librería, Madrid, 2013. 192 pp.
- Un maestro en tiempos de Felipe II. Juan López de Hoyos y la enseñanza humanista en el siglo XVI. La Esfera de los Libros, Madrid, 2014, 462 pp. ISBN 9-788490-600535.
- El Embajador imperial Hans Khevenhüller (1538-1606) en España. BOE-MAEyC, Madrid, 2015. ISBN, 978-84-340-2205-8, 750 pp.
- Juan Sebastián Elcano (1476?-1526). Eds. La Trébere, 2016, 124 pp. ISBN 978-84-940266-9-0
- Una ingeniosa locura. Libros y erudición en Cervantes. CSIC, Madrid, 2016, 115 pp. ISBN 978-84-00-10059-9.
- Carlos V. Carolus (In)victissimus. La Trébere y La Goleta ediciones, Madrid, 2016. ISBN 978-84-940266-8-J, 321 pp.
- Felipe IV. El Grande. La Esfera de los Libros, Madrid, 2018, ISBN 978-84-9164-281-7. 692 pp.
- Isabel I de Castilla, la Católica. Colección “Mujeres en la Historia”, eds. El País, Madrid, 2019, 141 pp. ISBN 978-84-9907-099-5, 141 pp.
- Con GÓMEZ GARCÍA, Gonzalo: Los “Padres de la Historia” en Castilla (1476-1688). Una revolución historiográfica en la cultura europea. Universidad Carlos III, Madrid, 2020. ISBN 978-84-1324-863-9, 325 pp.
- Con otros 11 autores: La Historia en tiempos de pandemia. La Esfera de los Libros, Madrid, 2021, pp. 17-32, ISBN 978-84-1384-203-5
- El arzobispo Carranza desde la microhistoria. Una correspondencia inédita entre el rey y su embajador en Roma (1569-1572). Universidad Francisco de Vitoria, Madrid, 2021. ISBN 978-84-18746-46-8, 102 pp.
- Espejos de príncipes y avisos a princesas. La educación palaciega de la Casa de Austria. Fundación Banco Santander, Madrid, 2021,  248 pp. más QR. ISBN, 978-84-17264-29-1,
- Austrias. Imperio, poder y sociedad. La Esfera de los libros, Madrid, 2023. 519 pp. ISBN 978-84-1384-462-6

- Isabel la Católica. Una reina vencedora, una mujer derrotada. Temas de Hoy, Madrid, [1ª ed: mayo de 2002; 2ª ed.: junio de 2002; 3ª ed.: enero de 2004], 341 pp.
- Cervantes. Genio y libertad. Temas de Hoy, Madrid, [1ª ed.: septiembre de 2004; 2ª ed.: diciembre de 2004], 470 pp.

Todos sus escritos (libros y artículos) se han basado en la investigación de documentación original –y en muchos casos desconocida- custodiada en los archivos y bibliotecas históricos de España y del extranjero. Ha pronunciado conferencias, desde Varsovia a Viena, Túnez u Orán; Guanajuato, León de Nicaragua, Quito, etc. Ha investigado en bibliotecas y archivos de Montreal, Ginebra, Austria, Reino Unido, Francia, etc.

## Familia
Su padre fue Manuel Alvar, por lo que sus hermanos son el catedrático y lexicógrafo Manuel Alvar Ezquerra (1950-2020), el catedrático de filología románica Carlos Alvar (n. 1951), el investigador y doctor en medicina tropical Jorge Alvar Ezquerra (n. 1952), el catedrático de filología latina Antonio Alvar Ezquerra (n. 1954) y el catedrático e historiador experto en Historia Antigua Jaime Alvar Ezquerra (n. 1955) y Gonzalo Alvar que es abogado.